# ジェシー＝ジェイ・アンダーソン
ジェシー＝ジェイ・アンダーソン（英: Jasey-Jay Anderson、1975年4月13日 - ）は、カナダのスノーボード選手。ケベック州ヴァル＝モラン出身だが、現在はモントリオール近郊のモン＝トランブランにあるブルーベリー農場に住んでいる。
カナダで最も多くの賞を授かっているスノーボーダーで、世界選手権では出場した三大会すべてで金メダルを獲得し、オリンピックでもパラレル大回転で一個の金メダルを獲得している。4度も世界チャンピオンに輝いたことに加え、2000年から04年まで4期にわたりスノーボード・ワールドカップで総合一位に輝き、2001年 - 02年、05年 - 06年の2期にはスノーボードクロスでも総合一位になった。パラレル大回転とスノーボードクロスでそれぞれ19回ずつ表彰台に立った。
1998年長野オリンピックから五輪に出場し始め、その後2002年ソルトレークシティオリンピック、2006年トリノオリンピック、2010年バンクーバーオリンピックと立て続けに4回出場している。トリノ五輪の男子パラレル大回転では20位に終わり、バンクーバー五輪前の最高記録はトリノ五輪スノーボードクロスの5位入賞だったが、母国バンクーバーの五輪では金メダルを獲得した。